# Пеле
За едноименния остров вижте Пеле (остров).
Едсон Аранчис до Насименто (на португалски: Edson Arantes do Nascimento, [ˈɛtsõ (w)ɐˈɾɐ̃tʃiz du nɐsiˈmẽtu]; по-известен с псевдонима си Пелѐ, Pelé) е бразилски футболист, определян като най-добрия футболист на всички времена. От 1956 г. до 1974 г. играе в клуба Сантос в град Сантос, а след това – три сезона в Ню Йорк Космос в Ню Йорк. С националния отбор на Бразилия става трикратен световен шампион – през 1958, 1962 и 1970 г.
През 2000 г. ФИФА определя Пеле като футболист номер едно на XX век.

## Биография
Едсон Аранчис до Насименто е роден в Треш Корасоинш, щата Минаш Жерайш на 23 октомври 1940 г. Баща му е професионален футболист, но прекратява кариерата си след травма в коляното.
Едсон израства в бедност в град Бауру, където започва да играе в аматьорски футболни отбори. На 9-годишна възраст стои до радиото, за да слуша финала на Мондиал 1950, който Бразилия губи, и тогава обещава на баща си със сълзи на очите, че ще докара някой ден купата в своята страна.
През 1956 г. на 15 години започва кариерата си в младежкия отбор на Сантош, а година по-късно вече играе в основния им отбор. Известен е с прозвището Пеле. Едва 16-годишен става голмайстор на бразилския шампионат и 10 месеца след подписването на първия си професионален договор е включен в националния отбор на Бразилия.
На световното футболно първенство в Швеция през 1958 г. печели за първи път световната купа с отбора на страната си. Вкарва два гола във финалния мач. По това време е 17-годишен и е най-младият футболист, печелил световно първенство. С фланелката на Бразилия печели още две световни първенства-през 1962 и 1970 г.
До 1974 г. Пеле е отбелязал 1087 гола в 1120 изиграни мача за своя отбор Сантош. На 19 ноември 1969 г. на стадион Маракана отбелязва своя гол номер 1000. По този повод в Бразилия е издадена специална пощенска марка, а президентът обявява деня за празник.
Пеле завършва спортната си кариера в Ню Йорк, където от 1974 до 1977 г. играе за местния клуб Ню Йорк Космос. До края на активното си спортуване той успява да отбележи 1281 гола в 1363 изиграни професионални футболни срещи. В 92 участия в бразилския национален отбор Пеле вкарва 77 гола.
Прекратява футболната си кариера с демонстративен мач между Ню Йорк Космос и Сантош на 1 октомври 1977 г.
Пеле е първи министър на спорта на Бразилия в периода 1 януари 1995 – 30 април 1998 г.
Умира на 29 декември 2022 година в болница „Алберт Айнщайн“ в Сао Пауло от рак на дебелото черво.

## Други
- През 1999 г. Международният олимпийски комитет избира Пеле за спортист на столетието.
- В края на 2005 г. синът на футболната легенда – Единьо – постъпва в клиника за лечение на наркозависими.